# نیکلاس اف. بردلی
نیکلاس اف. بردلی (به انگلیسی: Nicholas F. Brady) سناتور سابق عضو حزب جمهوری‌خواه ایالات متحده آمریکا بود. وی در سال ۱۹۸۲ میلادی سناتور ایالت نیوجرسی در سنای ایالات متحده آمریکا بود.